# Заліпе (Малопольське воєводство)
Заліпе (пол. Zalipie) — село в Польщі, у гміні Олесно Домбровського повіту Малопольського воєводства.
Населення — 739 осіб (2011).
У 1975-1998 роках село належало до Тарновського воєводства.

## Демографія
Демографічна структура станом на 31 березня 2011 року:
|          | Загалом | Допрацездатний вік | Працездатний вік | Постпрацездатний вік |
| -------- | ------- | ------------------ | ---------------- | -------------------- |
| Чоловіки | 371     | 70                 | 247              | 54                   |
| Жінки    | 368     | 75                 | 209              | 84                   |
| Разом    | 739     | 145                | 456              | 138                  |

## Розпис
Село Заліпе відоме в Польщі завдяки своїм розписам. У селі чимало хат та інших будівель розмальовані. Розмальовані навіть собачі будки і костьол. Значний внесок у популяризацію мистецтва малювання зробила місцева художниця Феліція Цурилова (1903-1974). Після смерті її будинок у 1978 році перетворили у музей. 
У 1948 році була створена артіль «Колектив майстринь», котрою 25 років керувала Феліція Цурилова. 
Щорічно з 1948 року в Заліпе проходить фестиваль-конкурс під назвою «Мальована Хата» (пол. Malowana Chata). Проходить кожен рік через тиждень після Пасхи. В журі конкурсу входять не тільки польські, але й іноземні етнограми.
До 2018 року пройшло 55 конкурсів «Мальована Хата».
Також у селі працює Будинок художниць.

## Галерея

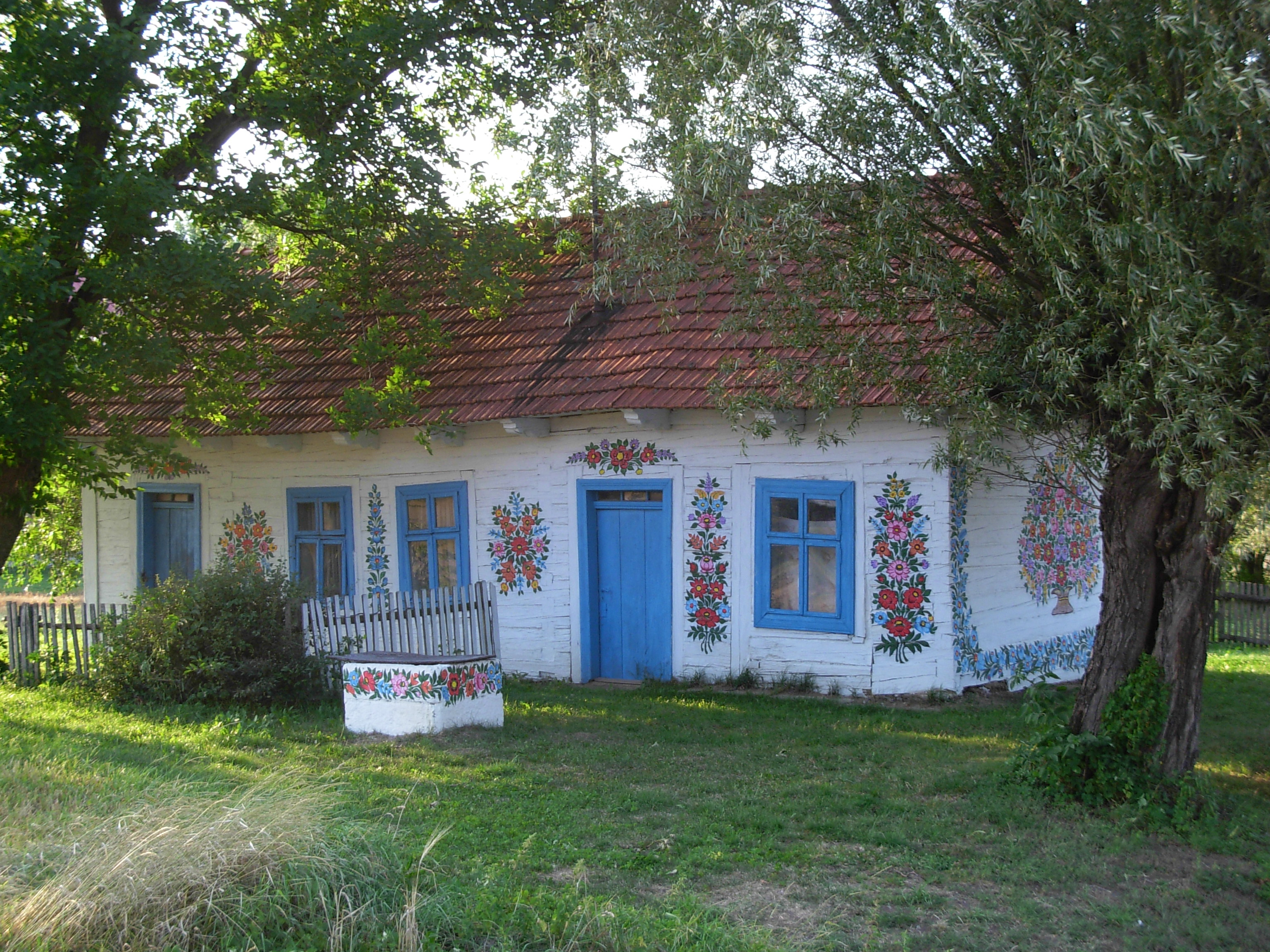
Розмальована хата в Заліпе
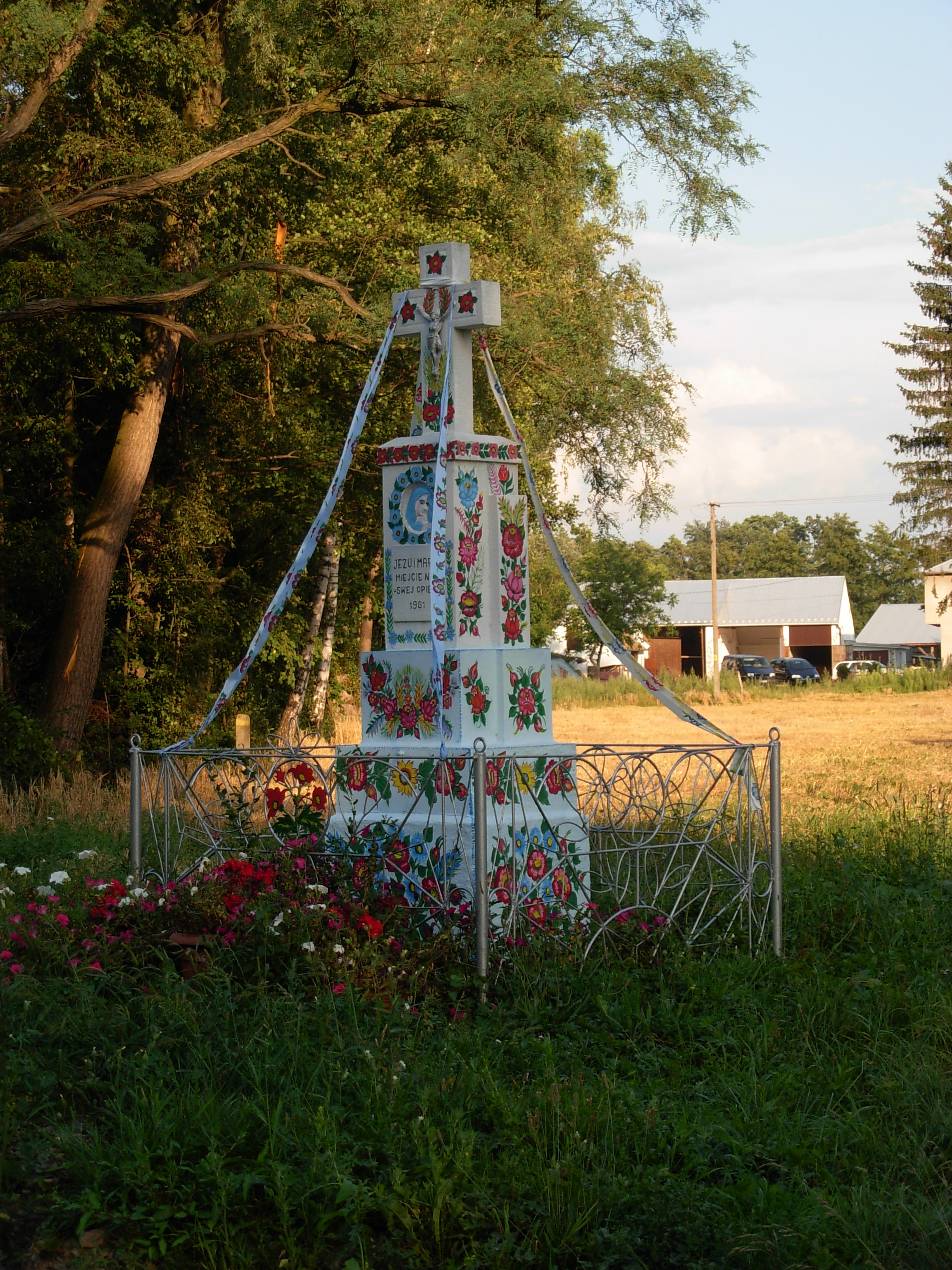
Розмальований хрест
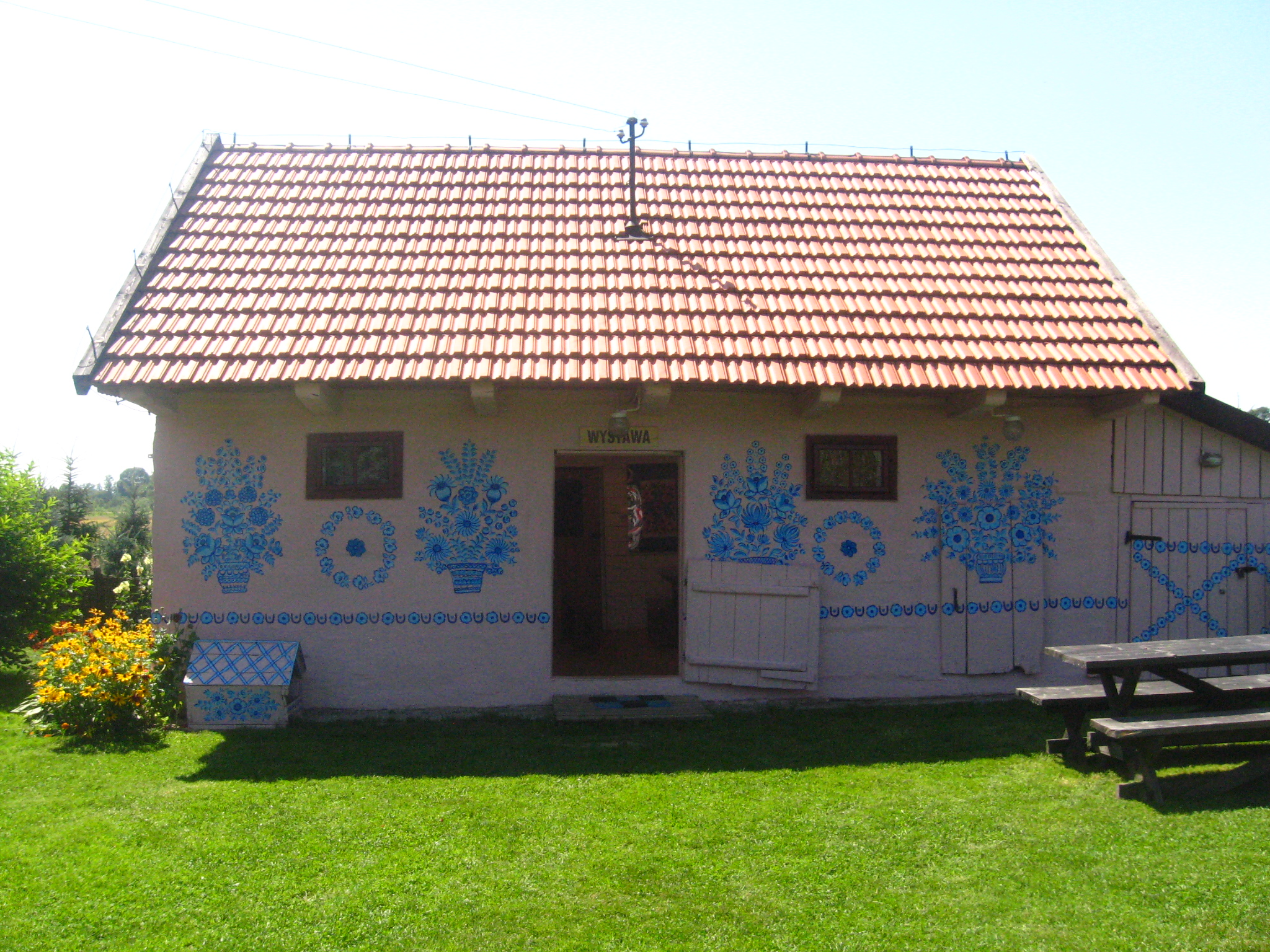
Розмальований будинок
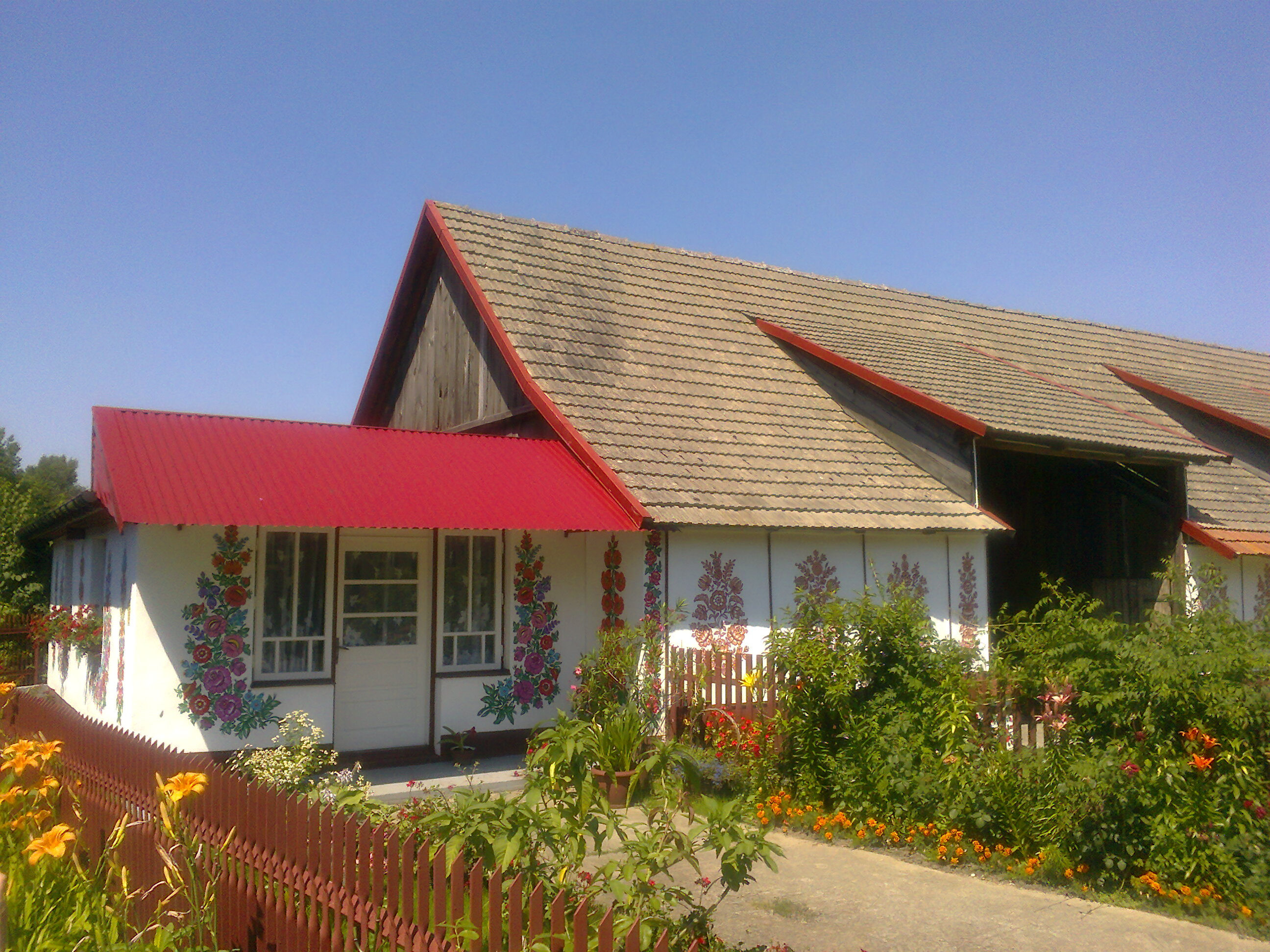
Malowana zagroda w Zalipiu
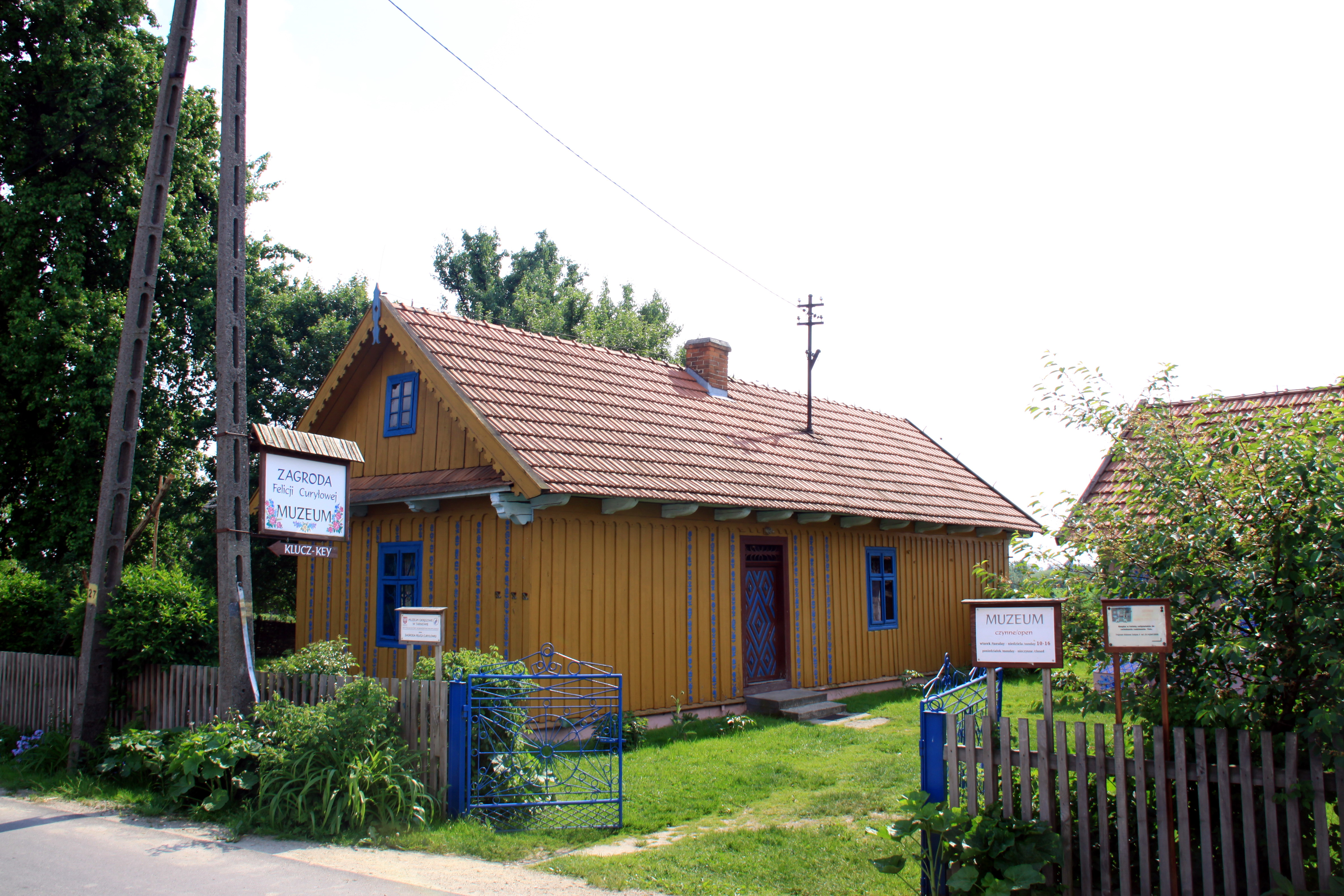
Будинок Феліції Цурилової, тепер музей
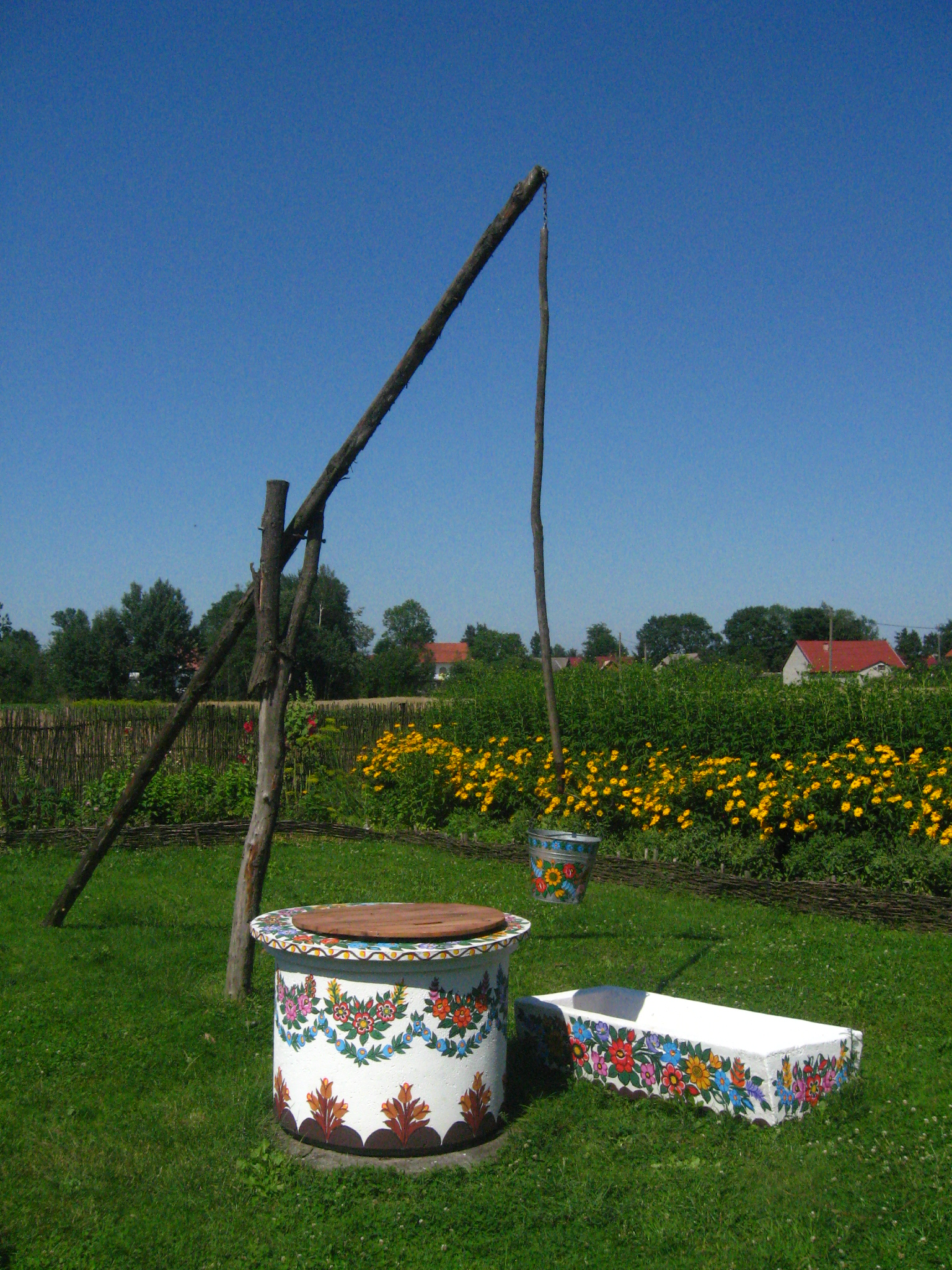
Розмальований журавель
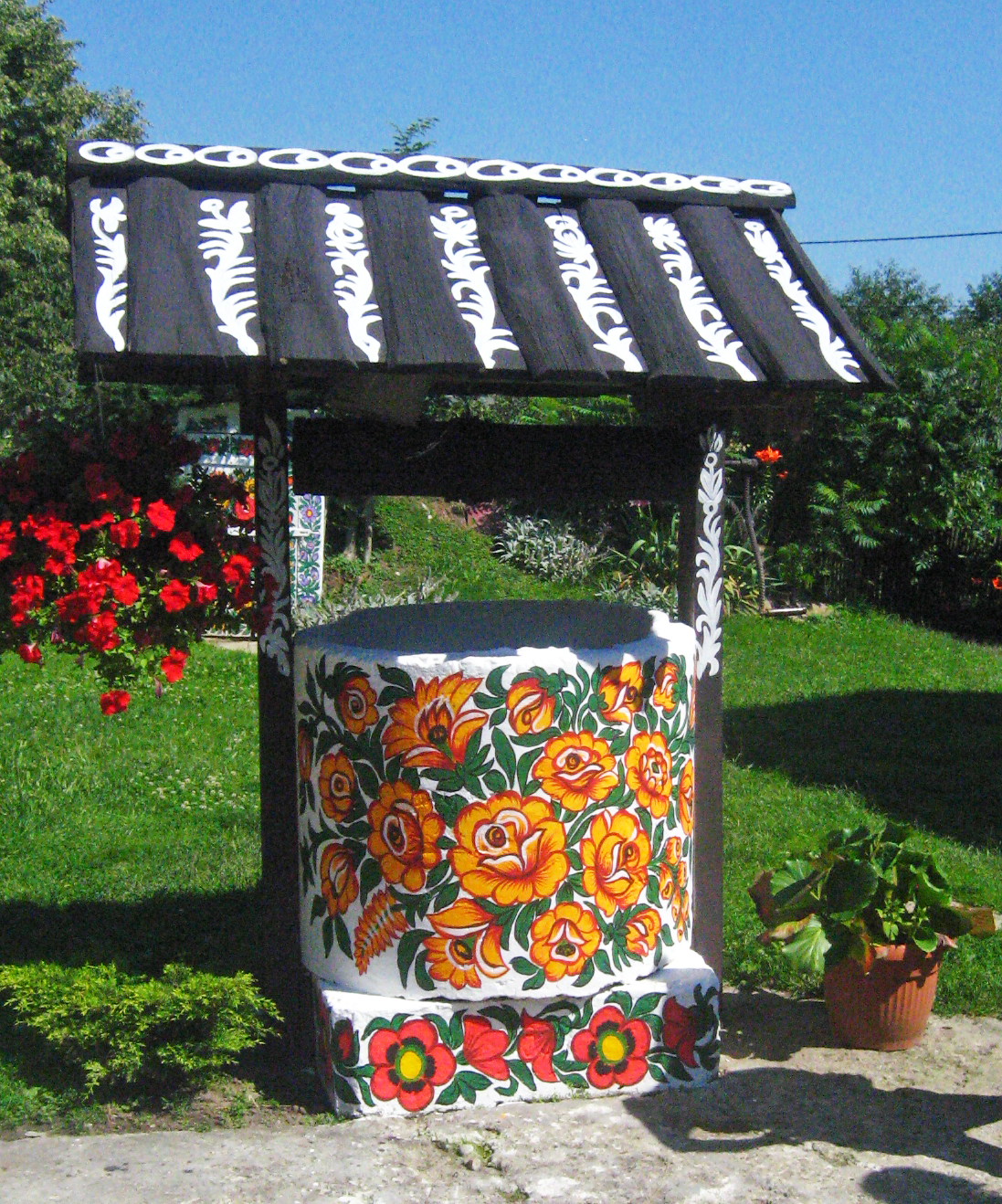
Розмальована криниця
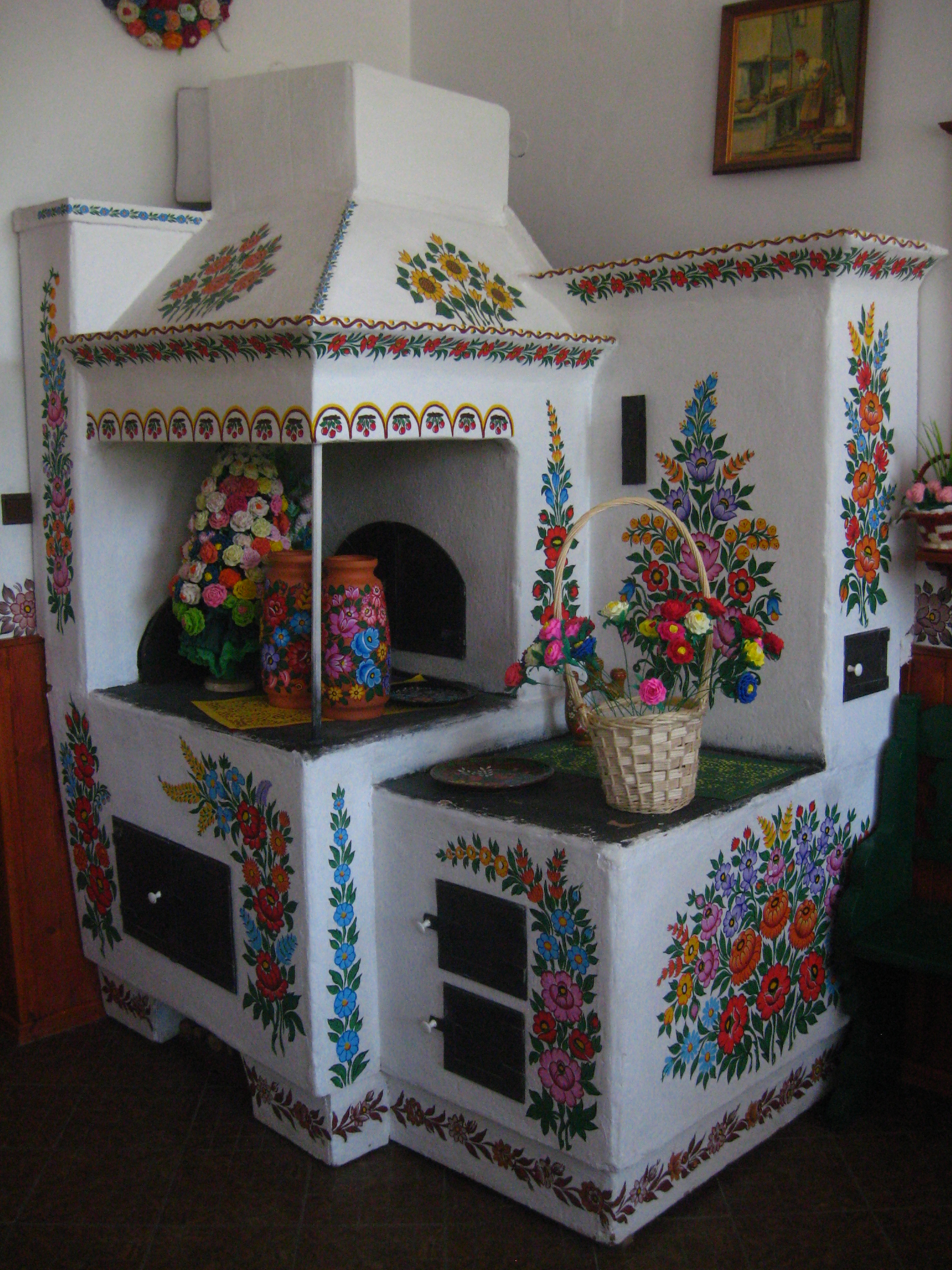
Розмальована піч
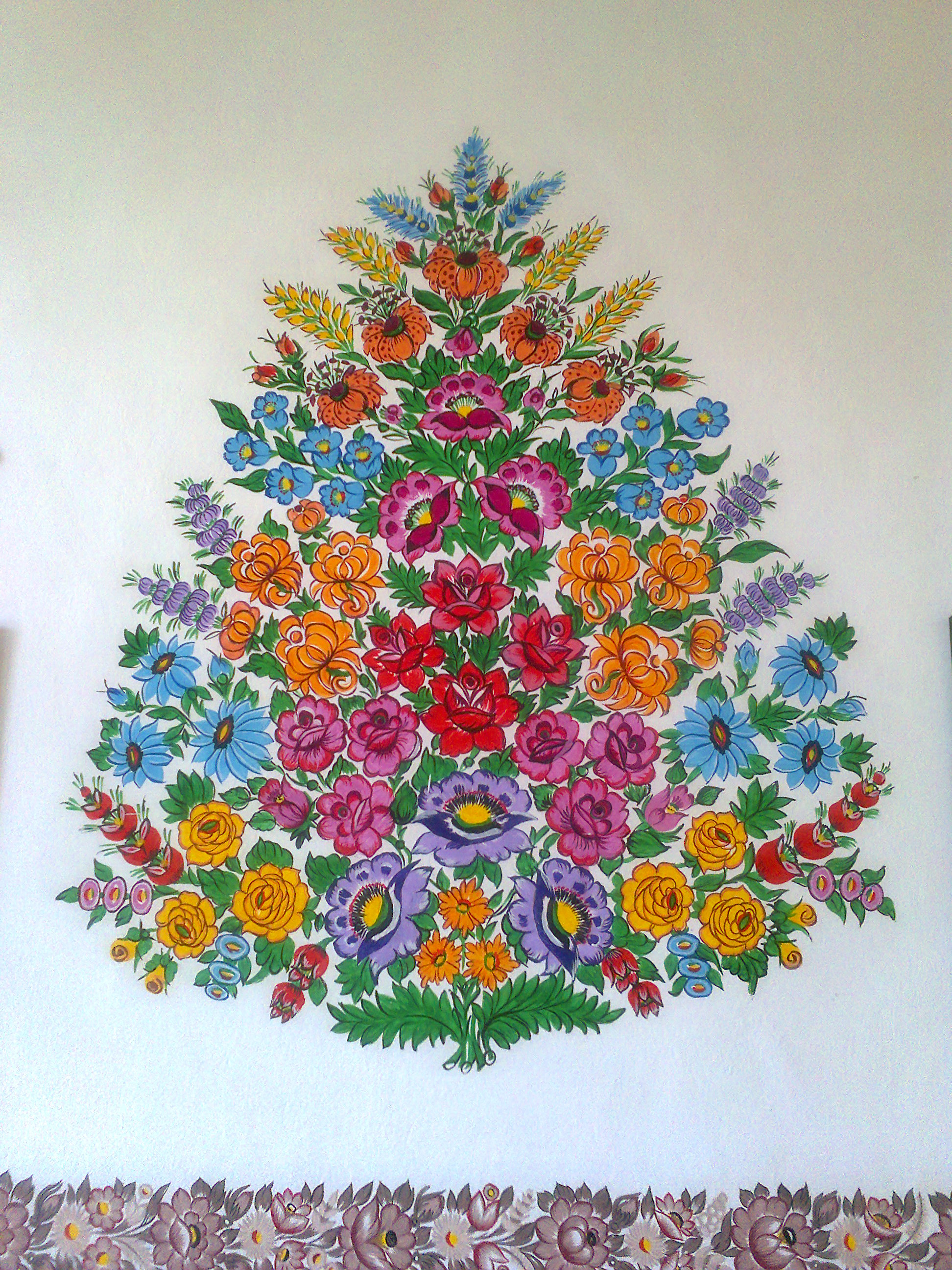
Квіти – популярний мотив у розмальовках
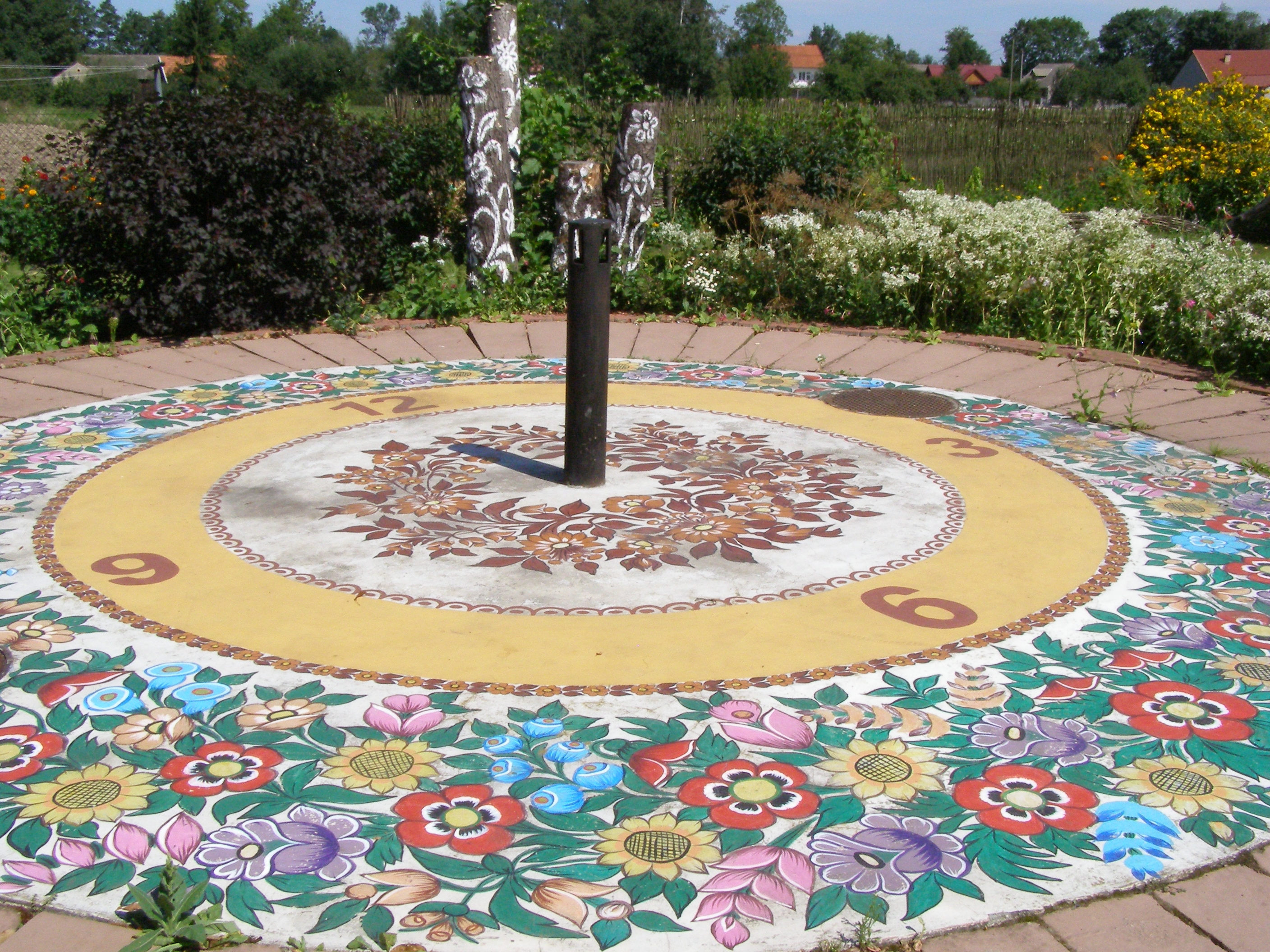
Розмальований сонячний годинник
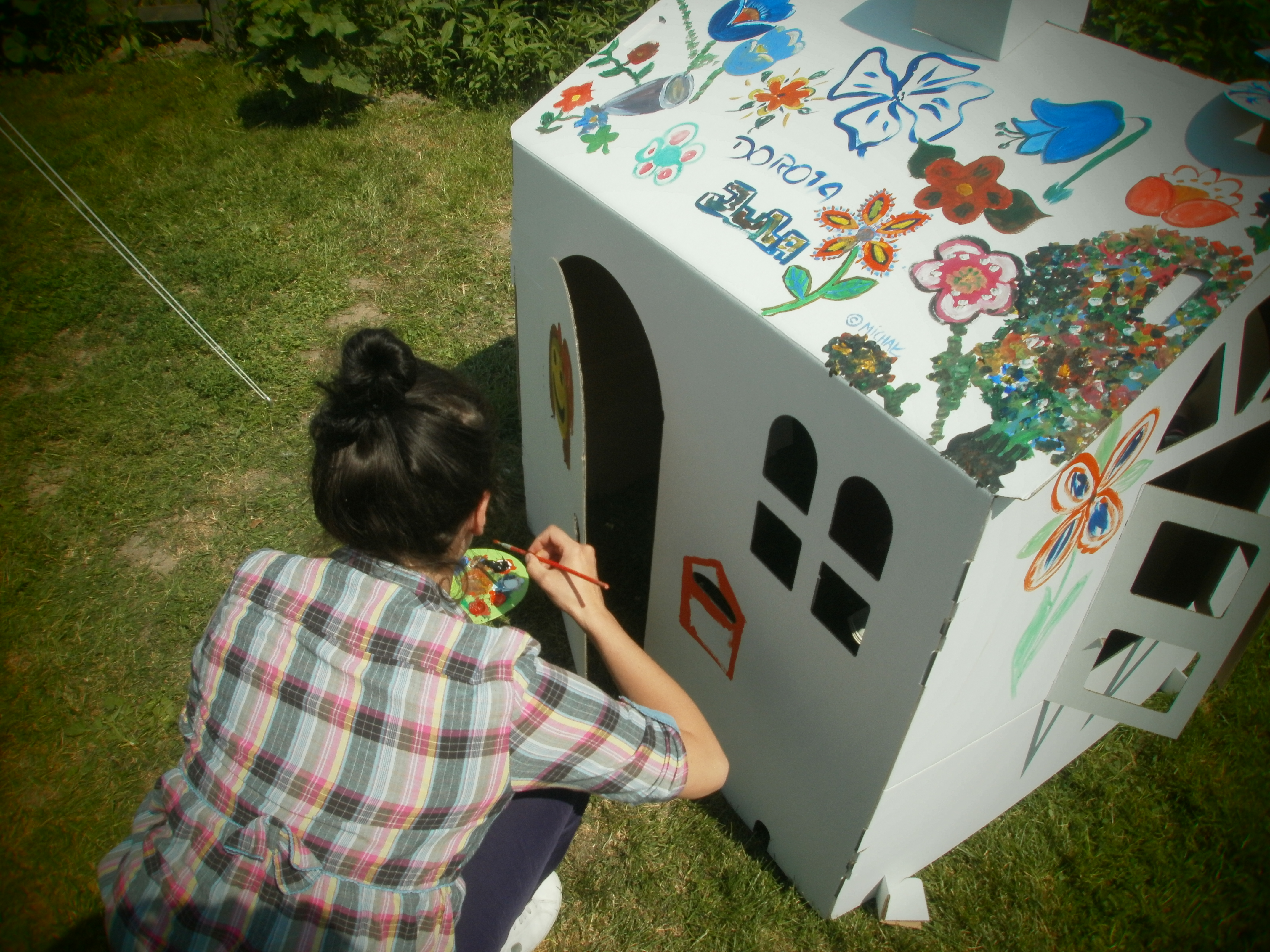
Художниця за роботою (травень 2012)
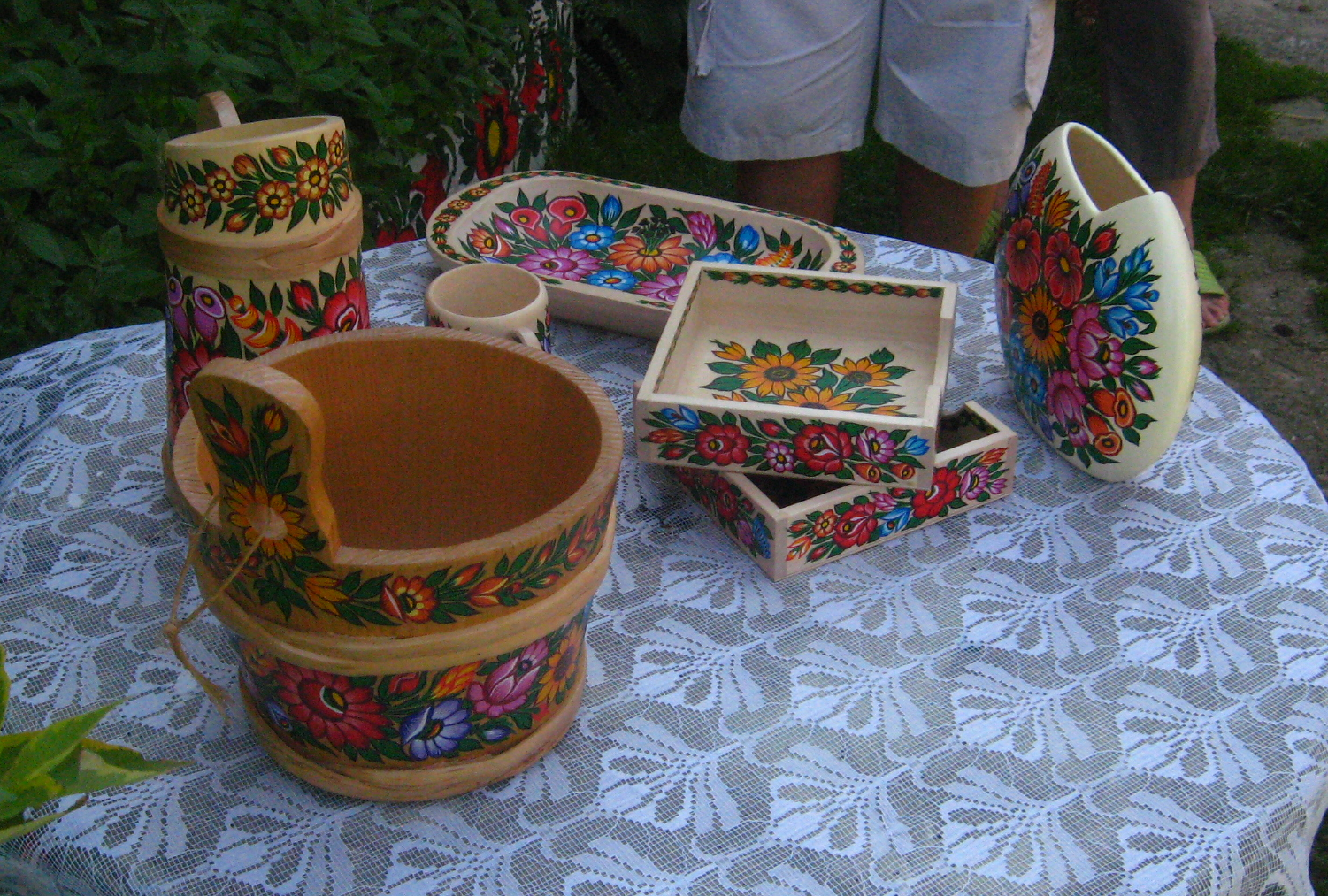
Розписані дерев'яні вироби
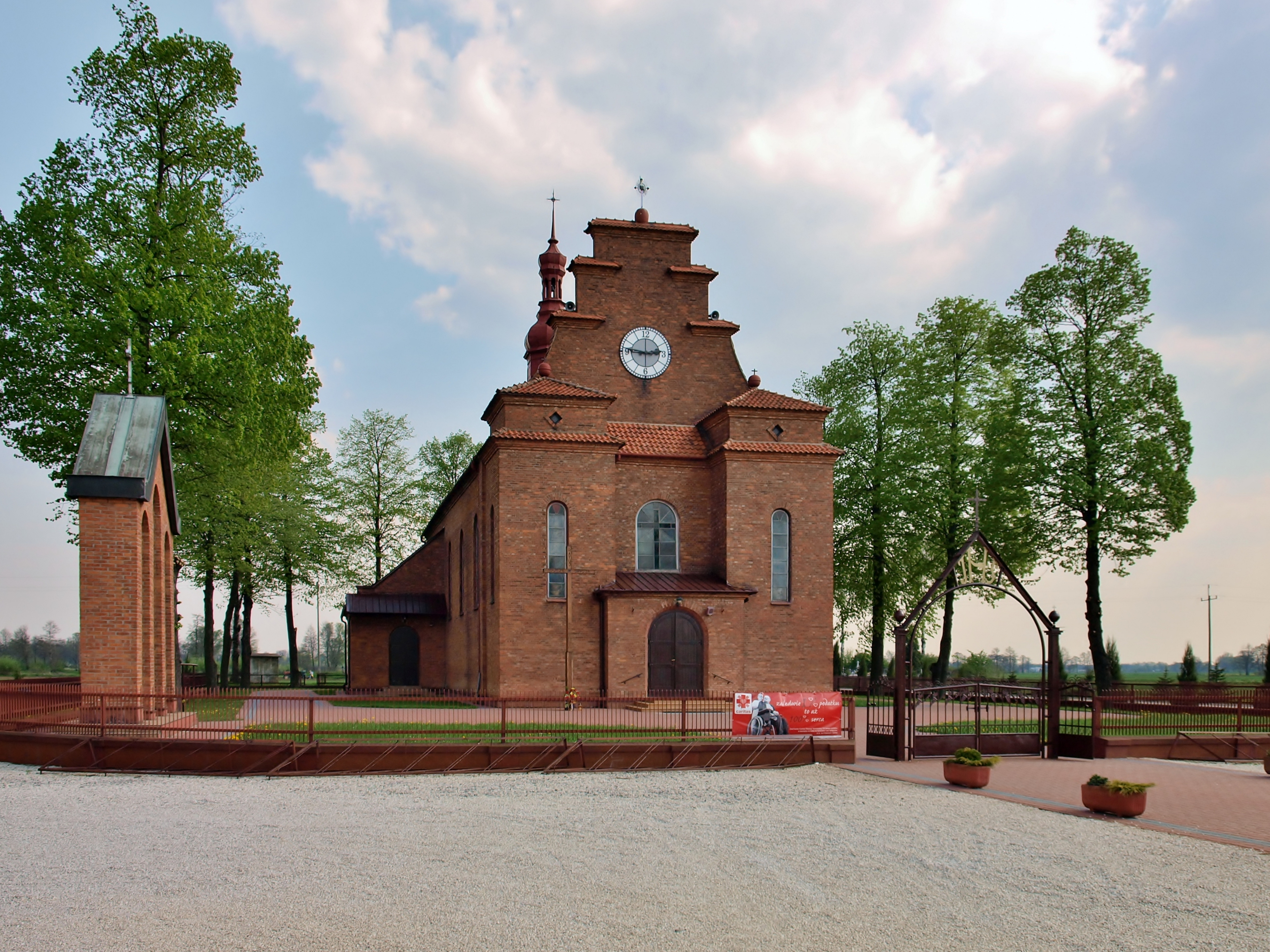
Парафіяльний костльол Святого Йосипа
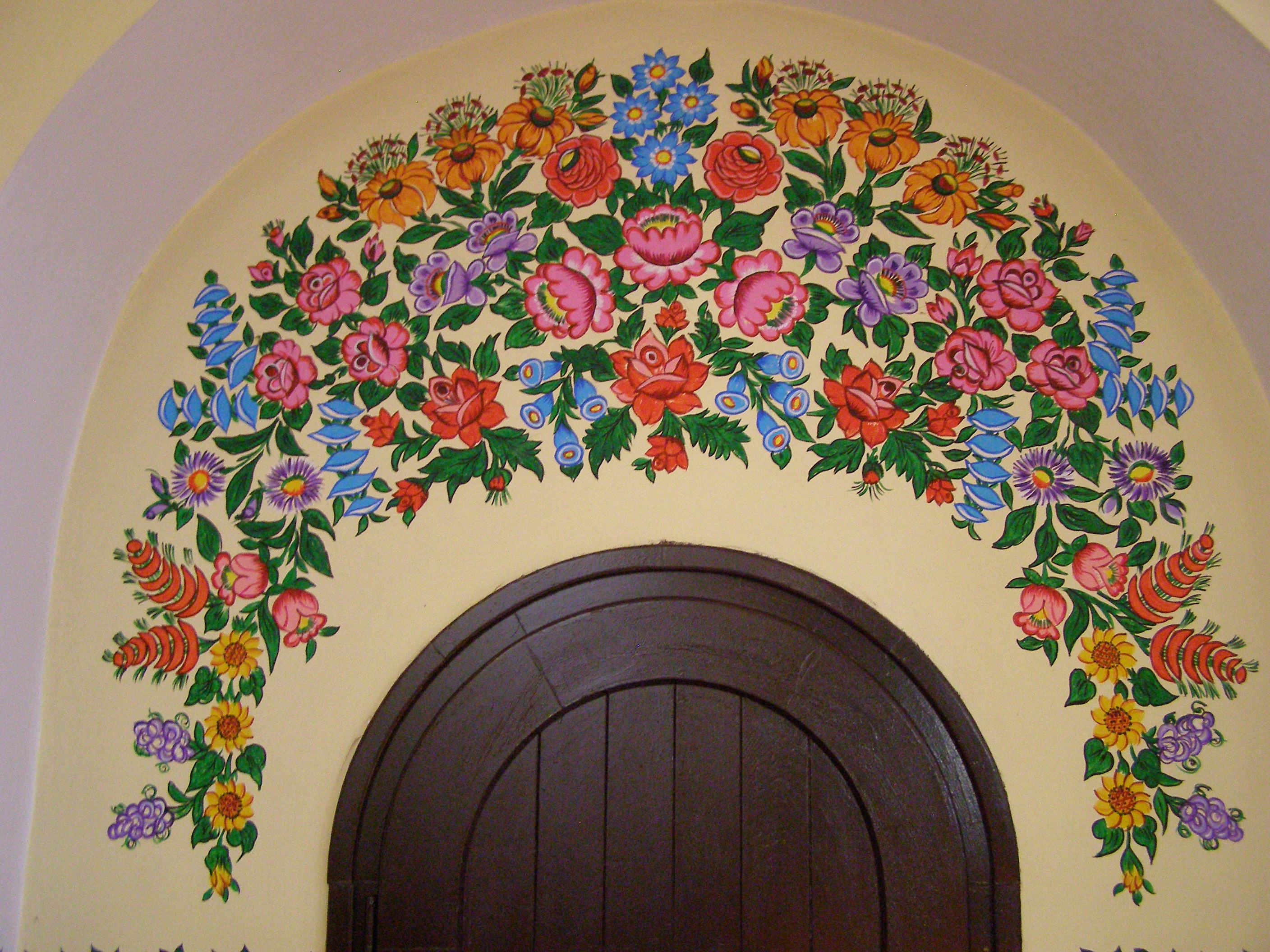
Всередині костьолу
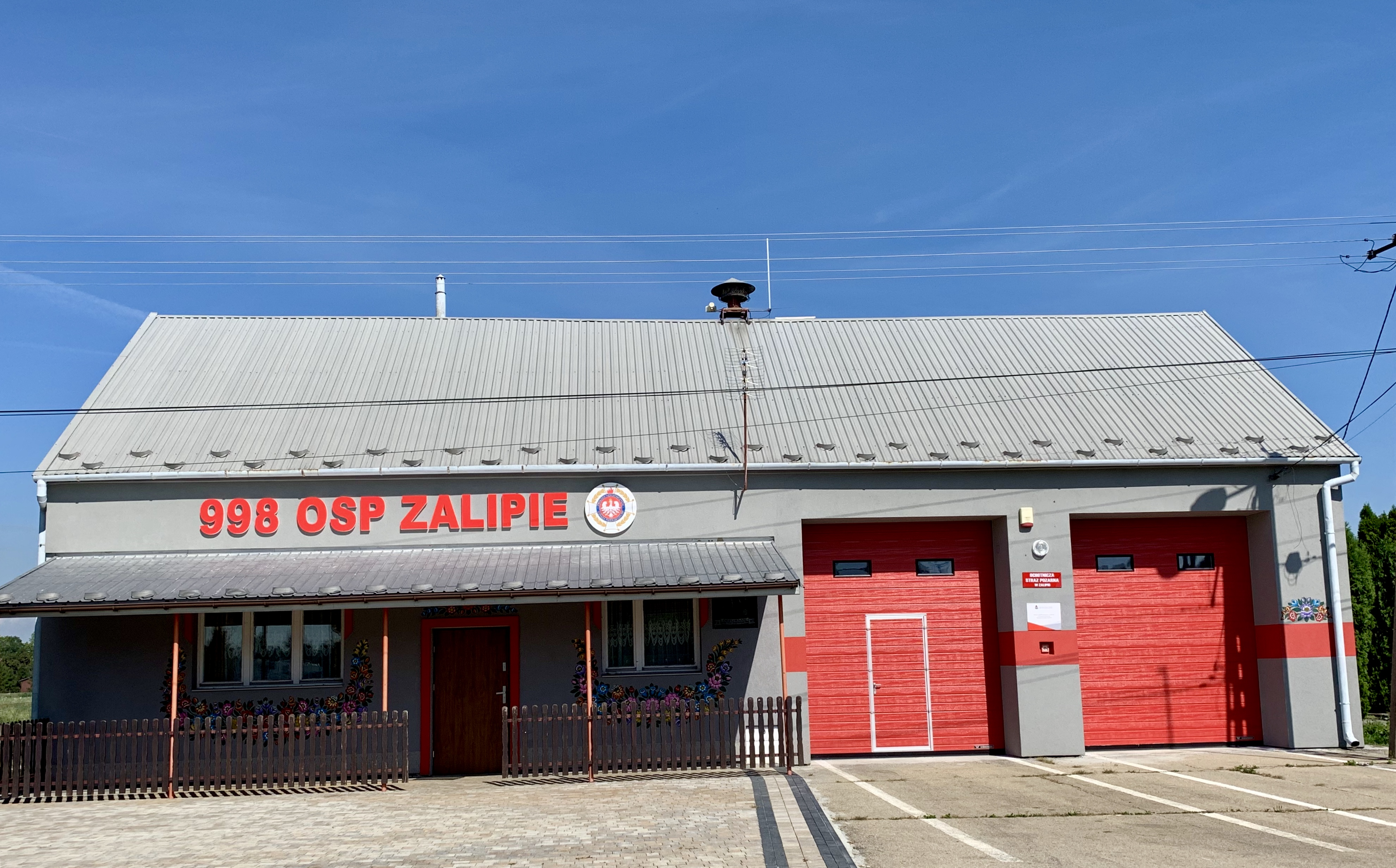
Пожежна частина
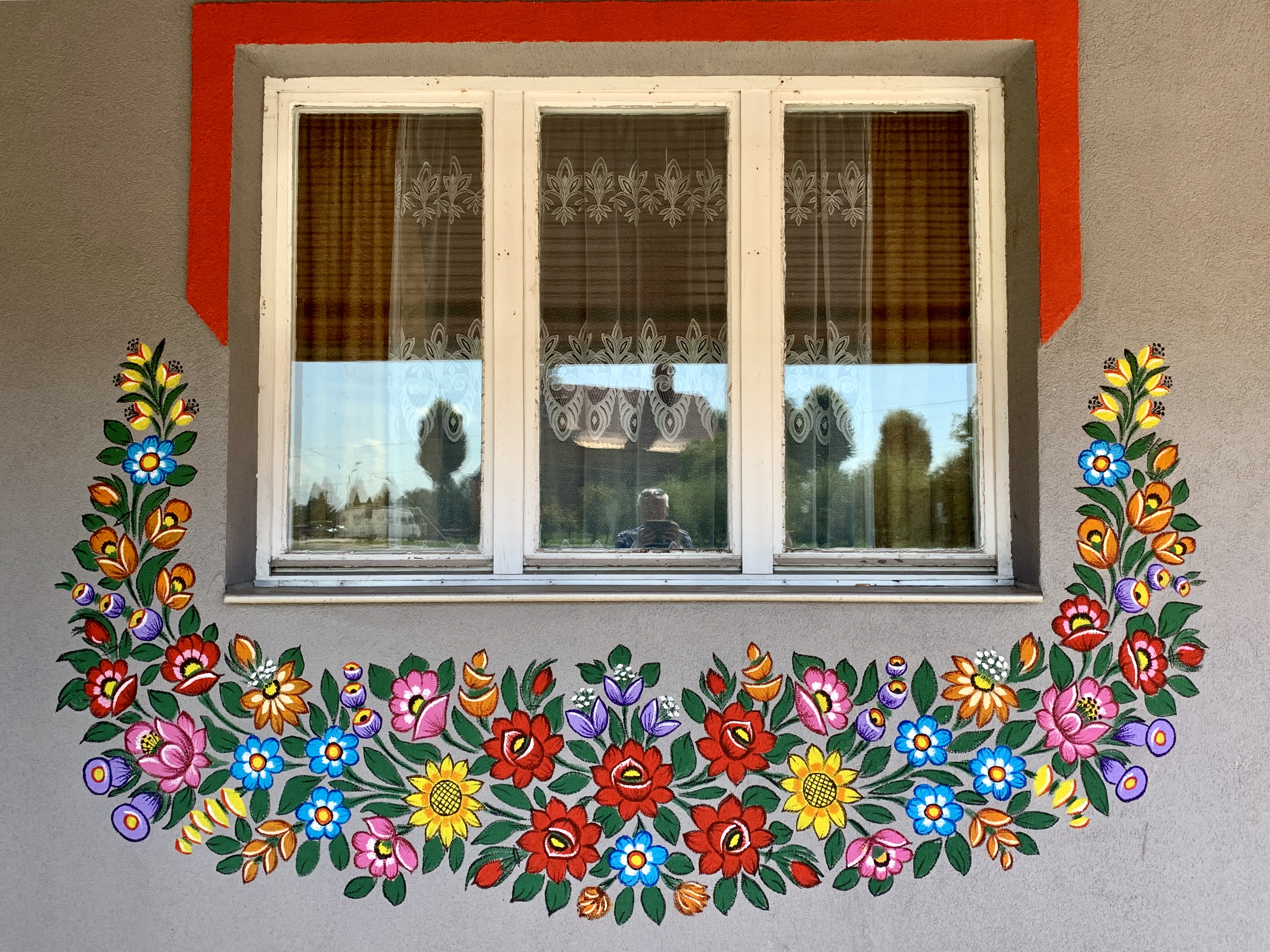
Пожежна частина
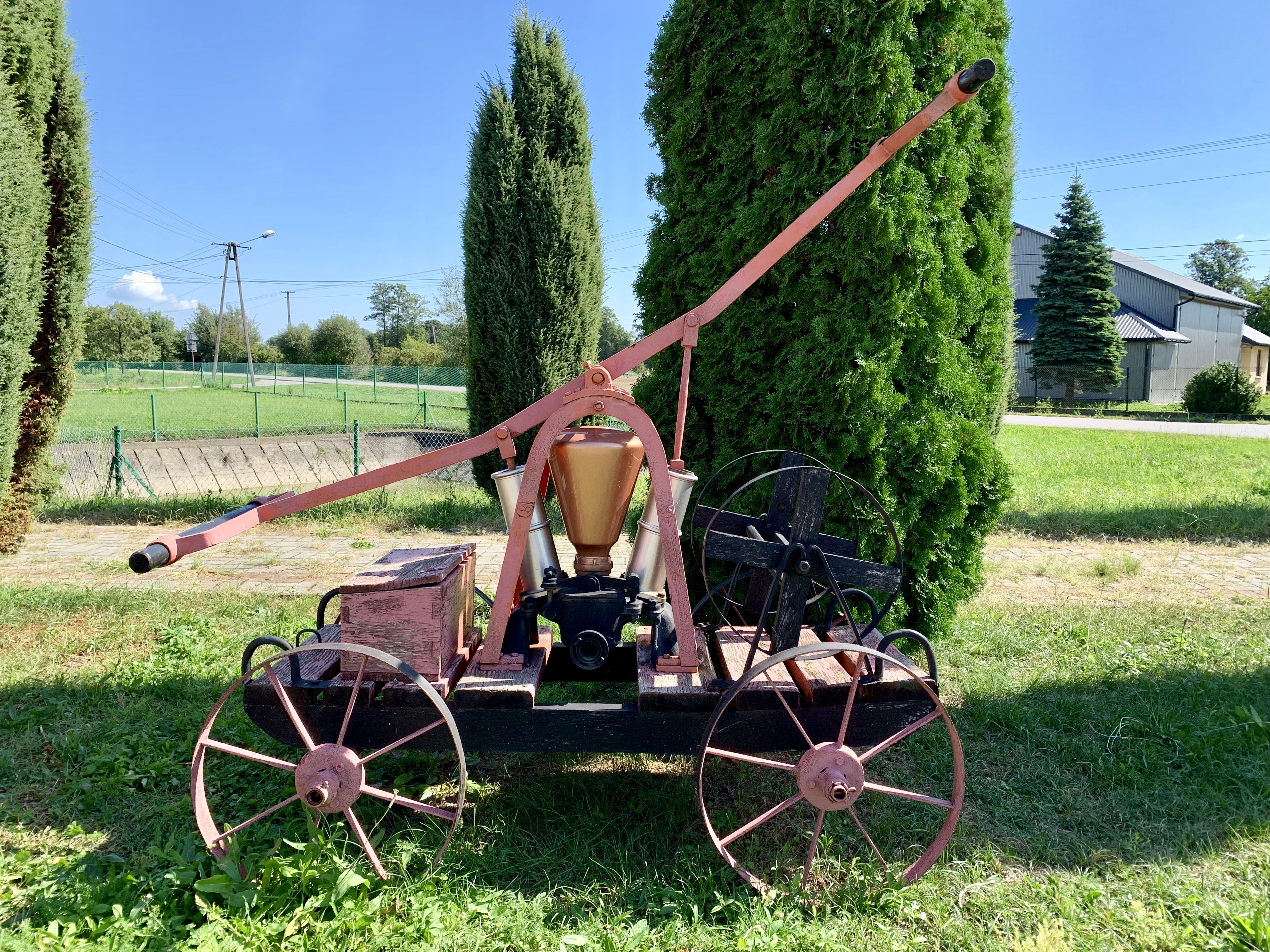
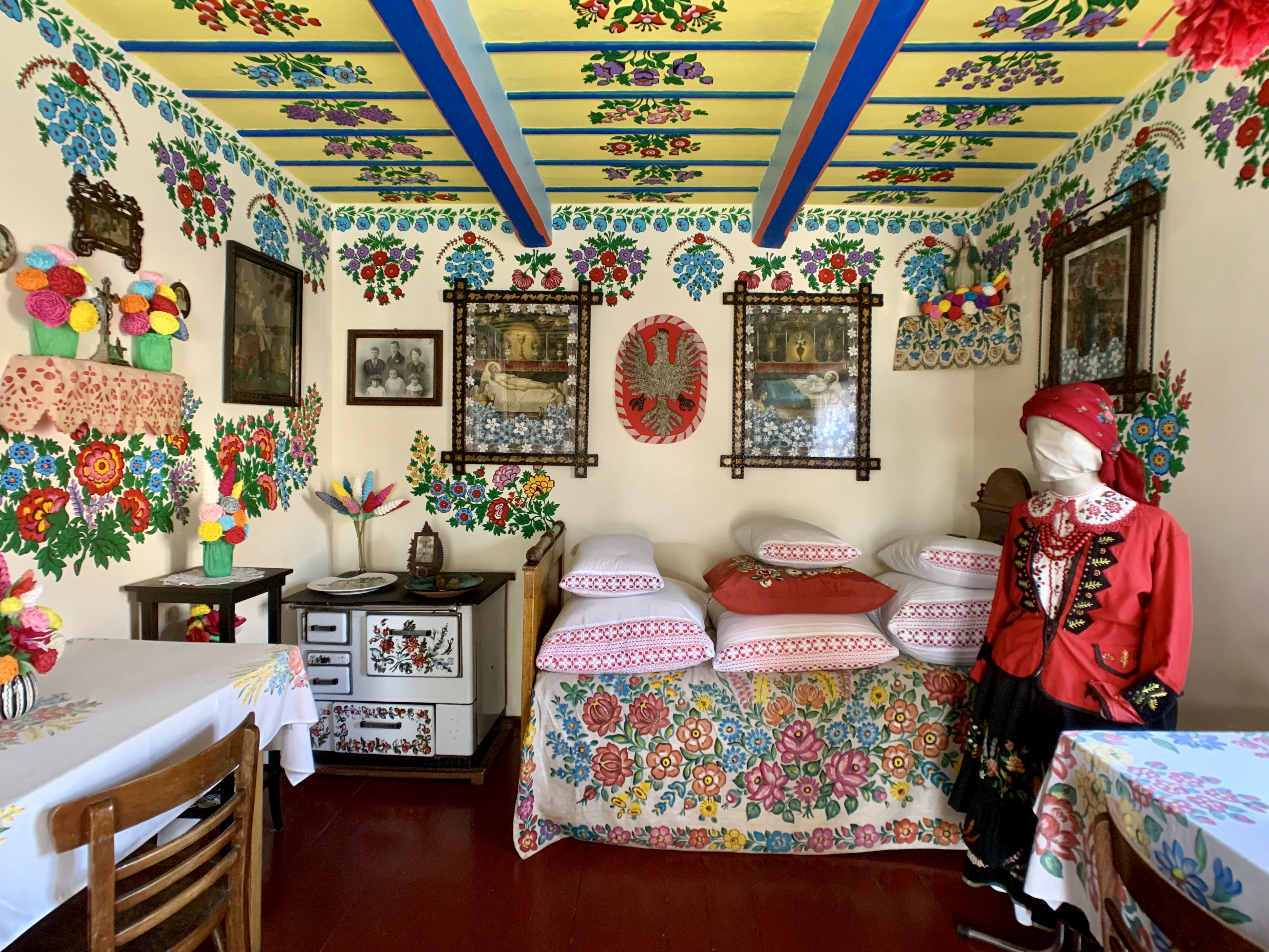
Всередині музею
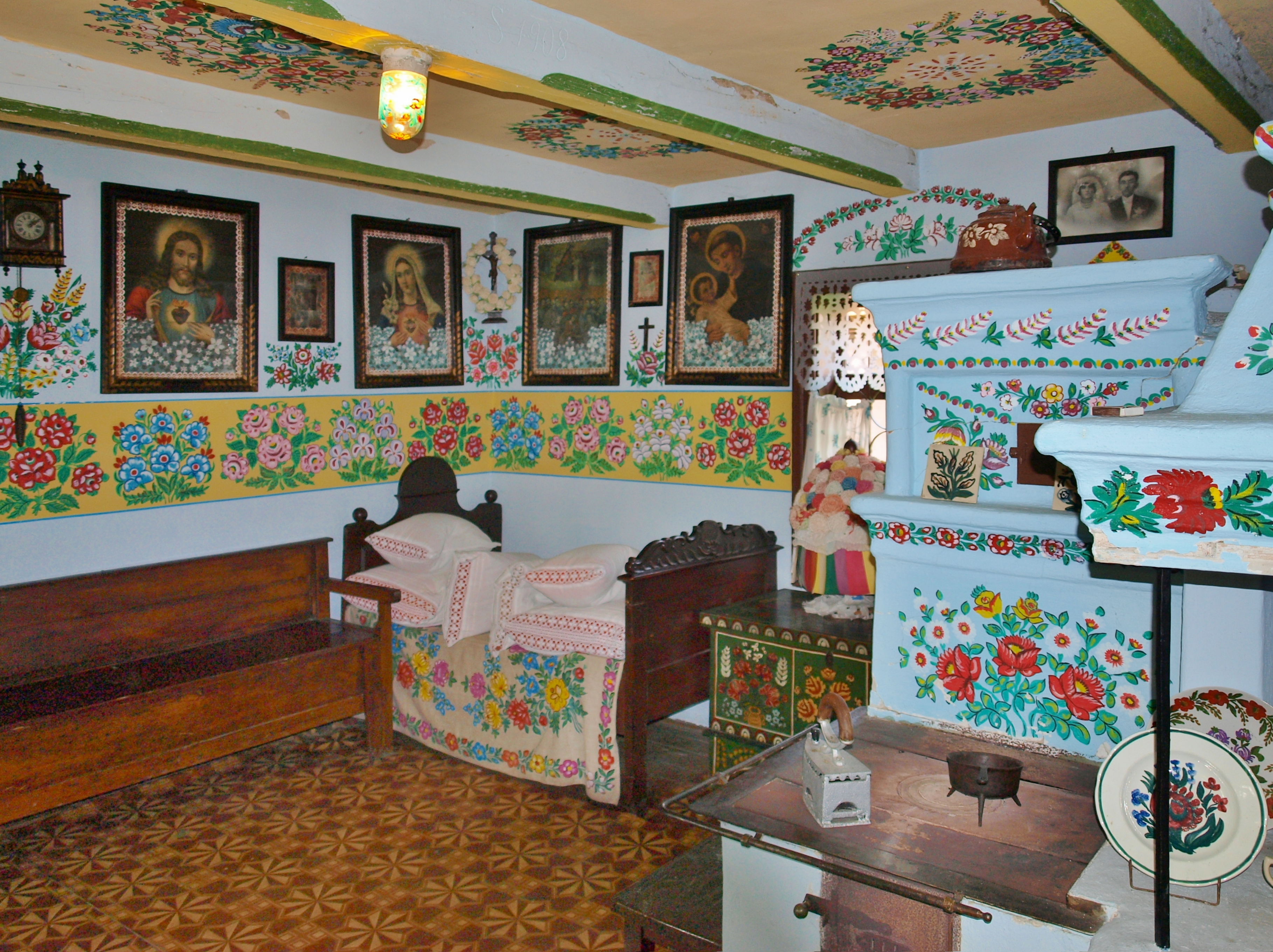
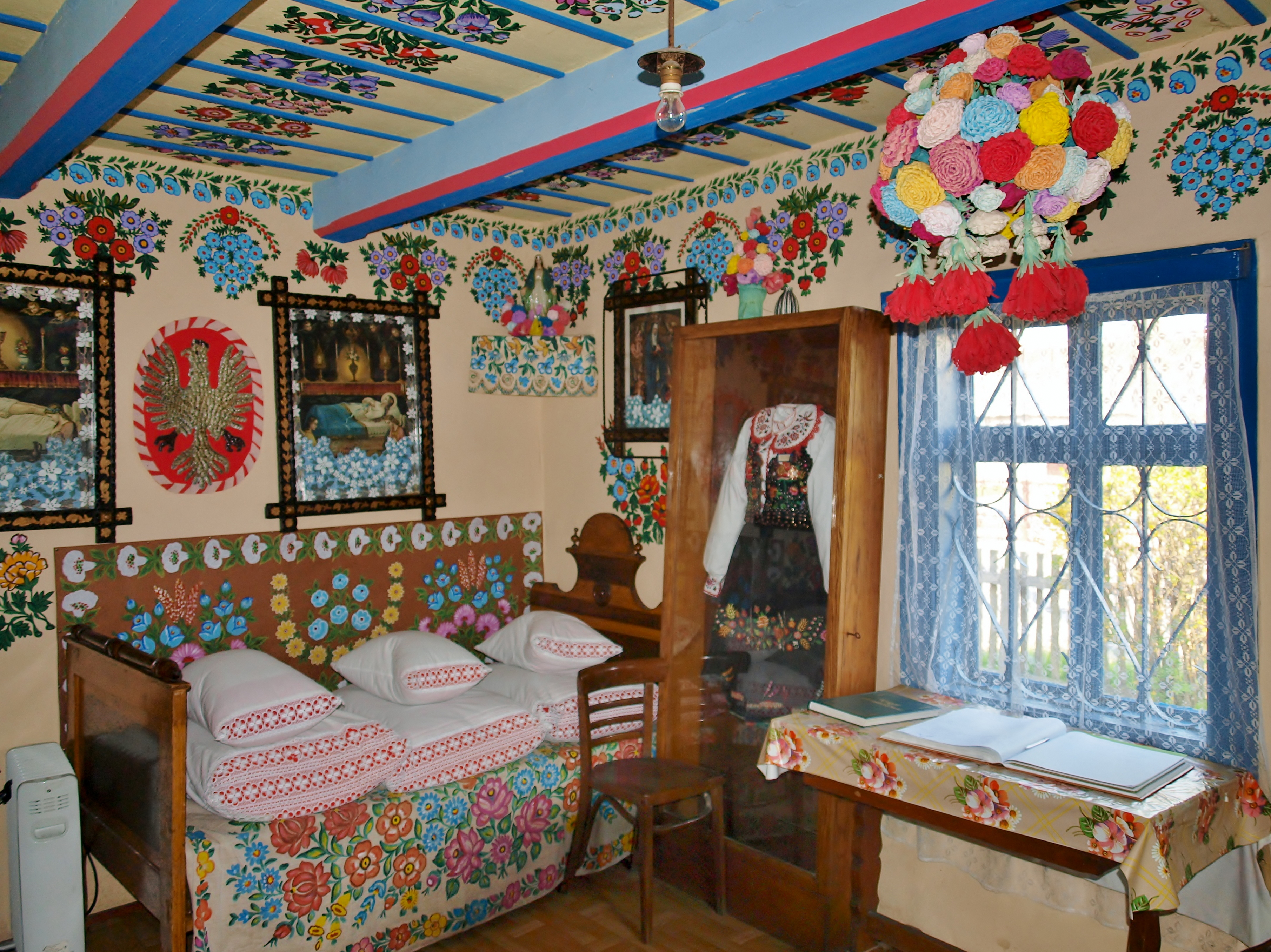